# Léonard Pétion Laroche
Léonard Pétion Laroche (ur. 6 listopada 1918 w La Vallée-de-Jacmel, zm. 14 czerwca 2006) – haitański duchowny rzymskokatolicki, w latach 1982–1998 biskup Hinche.

## Życiorys
Urodził się 6 listopada 1918 w La Vallée-de-Jacmel na Haiti. 11 lipca 1943, w wieku niespełna 25 lat, został księdzem – inkardynowano go w archidiecezji Port-au-Prince. 22 maja 1982 roku nominowany na biskupa diecezji Hinche. Na ten urząd wyświęcił go arcybiskup François-Wolff Ligondé w obecności Luigiego Contiego, Jeana-Jacquesa Claudiusa Angénora, Emmanuela Constanta, Lesa Gonaïvesa i montfortanina Frantza Colímona, miało to miejsce 11 lipca 1982 roku w katedrze w Port-au-Prince. 30 czerwca 1998 roku (w wieku niespełna 80 lat) przeszedł na emeryturę. Zmarł 14 czerwca 2006 roku. Pogrzeb odbył się 21 czerwca tego samego roku.